# 桉油烯醇
桉油烯醇是一种三环倍半萜醇，见于牛至等植物中。

## 历史及来源
桉油烯醇最早于1975年，从北艾和龙蒿的挥发油中分离出来。性状为无色黏稠液体，具有泥土气味，味道苦而辣。